# 姬蛙甲型勒托病毒一型
姬蛙甲型勒托病毒一型（学名：Microhyla alphaletovirus 1，MLeV）是勒托病毒亞科及甲型勒托病毒属（Alphaletovirus）的唯一一種病毒，属于冠狀病毒科，為一種在小雨蛙（Microhyla fissipes）身上發現的病毒。此病毒為所有其他冠狀病毒（冠狀病毒亞科）的姊妹群。

## 詞源
MLeV病毒的屬名（alphaletovirus）與亞科名（Letovirinae）來自希臘神話中的女神勒托，勒托曾把攪動池塘底泥、阻止她飲用池水的農民變成青蛙，因此發表者取其與青蛙的聯繫命名這種感染蛙類的病毒。

## 基因組
MLeV病毒於2018年由美國國家生物技術資訊中心（NCBI）公開的轉錄組霰彈槍序列組裝 (transcriptome shotgun assembly) 與表現序列標籤資料庫中經BLAST比對發現，為感染小雨蛙的病毒。測得的序列約長22300nt，不過其5端編碼5′ UTR與複製酶前三個蛋白（nsp1、nsp2與nsp3）約1500–4000nt的序列佚失。
MLeV病毒的基因組與冠狀病毒相似，5端具有編碼複製酶的開放閱讀框ORF1a與ORF1b，且中間亦有冠狀病毒基因組中典型、造成-1核糖體移碼的序列。ORF1b的下游還有六個開放閱讀框，包括與刺突蛋白（S）、外膜蛋白（E）、膜蛋白（M）與衣殼蛋白（N）四種冠狀病毒結構蛋白相似的蛋白，另外在S與E之間另有兩個開放閱讀框ORF2b與ORF3編碼輔助蛋白，S與M的起始密碼子皆和上游基因的終止密碼子重疊，顯示此病毒基因組中基因的排列相當緊密。有五個開放閱讀框帶有冠狀病毒典型的轉錄調控序列（transcription regulatory sequence）。

## 分類
最初發表MLeV病毒的論文中，序列分析的結果顯示MLeV病毒為所有其他冠狀病毒（冠狀病毒亞科）的姊妹群。2018年10月，國際病毒分類委員會（ICTV）認定MLeV病毒屬於冠狀病毒科下的一個新亞科勒托病毒亞科Letovirinae。
2019年，有研究人員在加拿大溫哥華島沿岸鉤吻鮭屬的鮭魚中發現了網巢病毒目的一新型病毒，並將其命名為太平洋鮭魚網巢病毒（Pacific salmon nidovirus、PsNV）。此病毒多感染鮭魚的鰓，序列分析顯示此病毒與MLeV病毒的關係接近，互為姊妹群，而兩者組成的演化支為冠狀病毒亞科的姊妹群。